# Wifen
Wifen is een lied van de Nederlandse rapper Sjaak in samenwerking met rapper Bizzey en zangeressen Sarah-Jane Wijdenbosch en Luna Mae. Het werd in 2019 als single uitgebracht. 

## Achtergrond
Wifen is geschreven door Mehdi Chafi, Leo Roelandschap, Sarah-Jane Wijdenbosch, Jerome Leerdam, Luna Mae Barneveld en Toby van Velthuizen en geproduceerd door Leerdam en Van Veldhuizen. Het is een nummer uit het genre nederhop met effecten uit de moderne r&b. In het lied bezingt de liedverteller zijn geliefde en vertelt hij dat hij er alles voor over heeft om zij zijn vrouw te maken. Sjaak vertelde dat het lied ging over de "karamelsausjes" onder de vrouwen.

## Hitnoteringen
De artiesten hadden weinig succes met het lied in de Nederlandse hitlijsten. Er was geen notering in de Single Top 100 en ook de Top 40 werd niet bereikt. Bij laatstgenoemde was er wel de 22e plaats in de Tipparade.